# Ptilochaeta glabra
Ptilochaeta glabra är en tvåhjärtbladig växtart som beskrevs av Niedenzu. Ptilochaeta glabra ingår i släktet Ptilochaeta och familjen Malpighiaceae. Inga underarter finns listade i Catalogue of Life.